# Askalabos

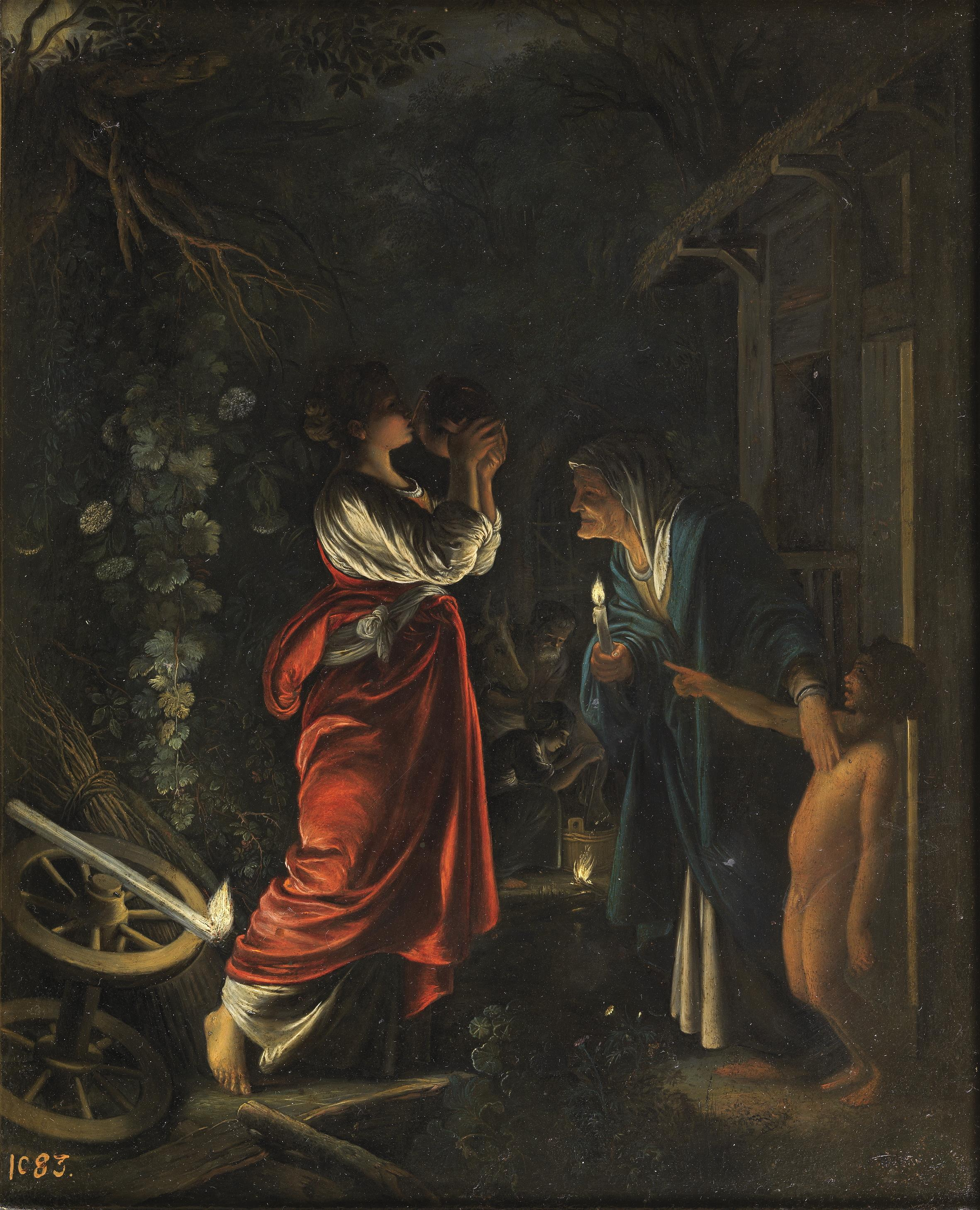
Ceres wird von Askalabos verspottet (Gemälde von Adam Elsheimer, 1562).

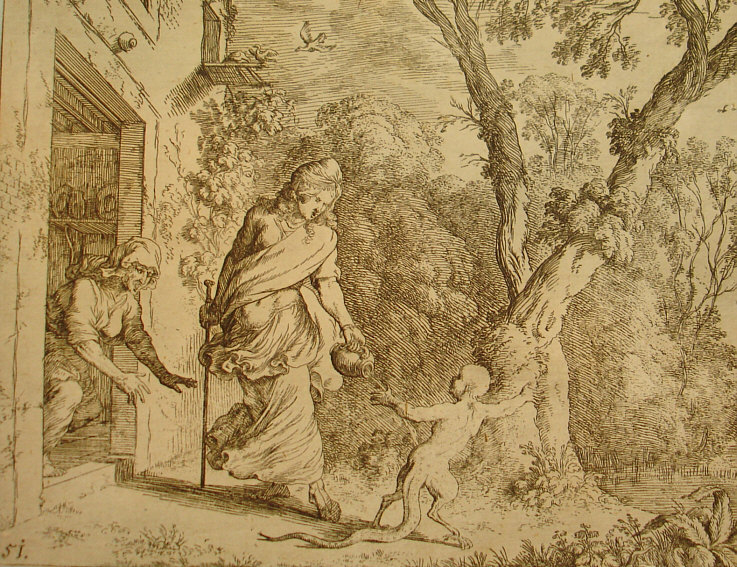
Johann Wilhelm Bauer 1659

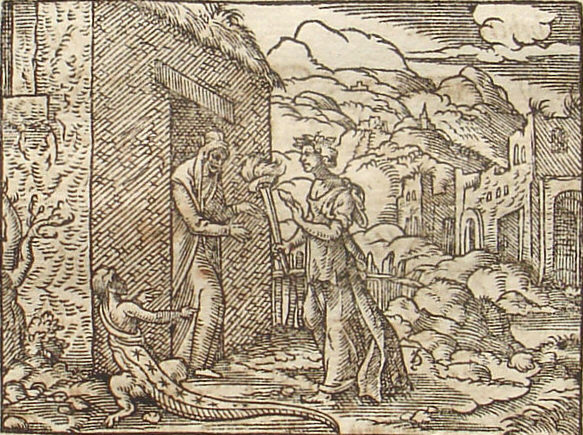
Virgil Solis 1581

Askalabos (altgriechisch Ἀσκάλαβος Askálabos, lateinisch Ascalabus) ist in der griechischen Mythologie ein Sohn der Misme.

## Mythos
Die Göttin Demeter (römischer Göttername Ceres) kam, als sie nach ihrer entführten Tochter suchte, erschöpft und durstig zum Haus der Misme, die sie freundlich empfing und ihr Kykeon zu trinken gab. Da sie den Kykeon in einem Zug austrank, verspottete Askalabos die Göttin, woraufhin sie ihn in eine Sterneidechse verwandelte.
Aufgrund eines Scholions zu den Theriaka des Nikandros wurde Askalabos mit einem Sohn der Metaneira namens Abas identifiziert. Es handelt sich dabei aber wohl schlicht um einen Fehler: Demeter war Gast der Metaneira während ihrer Suche und Abas ist der Name eines Sohns des Poseidon und der Arethusa, also beides in die Geschichte des Raubs der Persephone involvierte Figuren der Mythologie.